# Президентські вибори у США 1800
Президентські вибори в США 1800 року називають революцією 1800 року. На цих виборах віцепрезидент Томас Джефферсон, який випередив президента Джона Адамса, став третім президентом США. Вибори привели до влади Демократично-республіканську партію і в кінцевому підсумку викликали розпад Федералістської партії.
Крім того, вибори показали недоліки прийнятої конституції. Виборники мали кожний по два голоси, але могли голосувати лише за президента, а віце-президентом автоматично ставав кандидат, який став другим. Демократи-республіканці планували проголосувати так, щоб один з їх виборників проголосував лише один раз і таким чином Томас Джефферсон набрав би на один голос більше Аарона Берра, який би ставав віцепрезидентом при Джефферсоні. Проте внаслідок плутанини обидва кандидати від демократів-республіканців отримали рівну кількість голосів. Доля майбутнього президента опинилася в руках Палати представників, де більшістю тоді володіли федералісти. Щоб позбавити Джефферсона президентства, федералісти голосували за Берра. Це призвело до тижневого тупику в дебатах. Лише втручання лідера федералістів Олександра Гамільтона, який ненавидів Берра більше, ніж Джефферсона, вирішило питання на користь останнього. Щоб виключити в майбутньому подібну невизначеність, 1804 року була прийнята Дванадцята поправка до Конституції, яка дозволяла виборникам голосувати одним голосом за президента, а другим — за віцепрезидента.

## Вибори

### Кандидати
- Джон Адамс, президент США, з Массачусетса
- Аарон Берр, колишній сенатор з Нью-Йорка
- Джон Джей, губернатор Нью-Йорка
- Томас Джефферсон, віцепрезидент з Вірджинії
- Чарльз Пінкні, колишній посол США в Франції, з Південної Кароліни

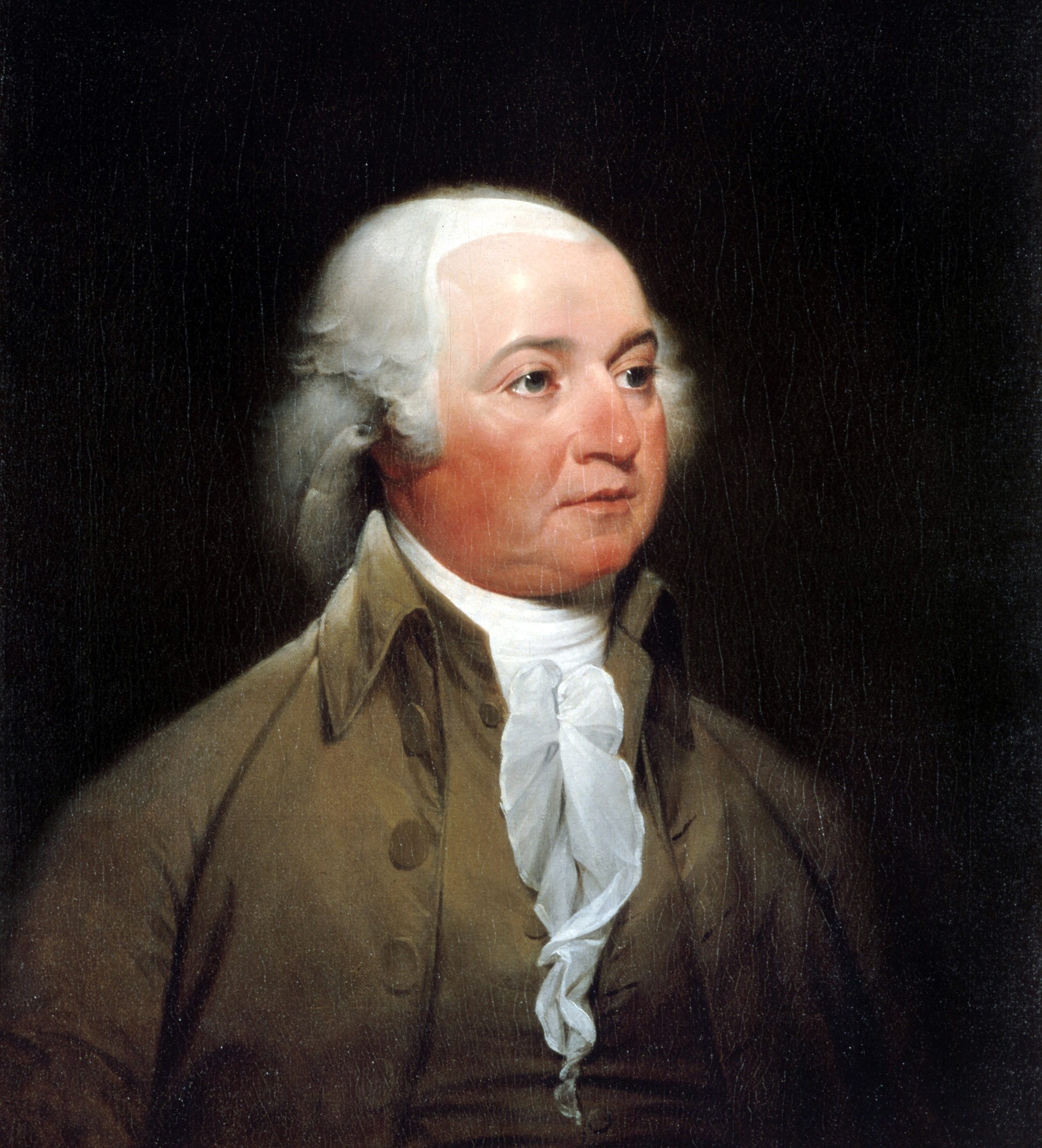
Джон Адамс
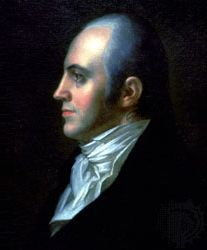
Аарон Берр
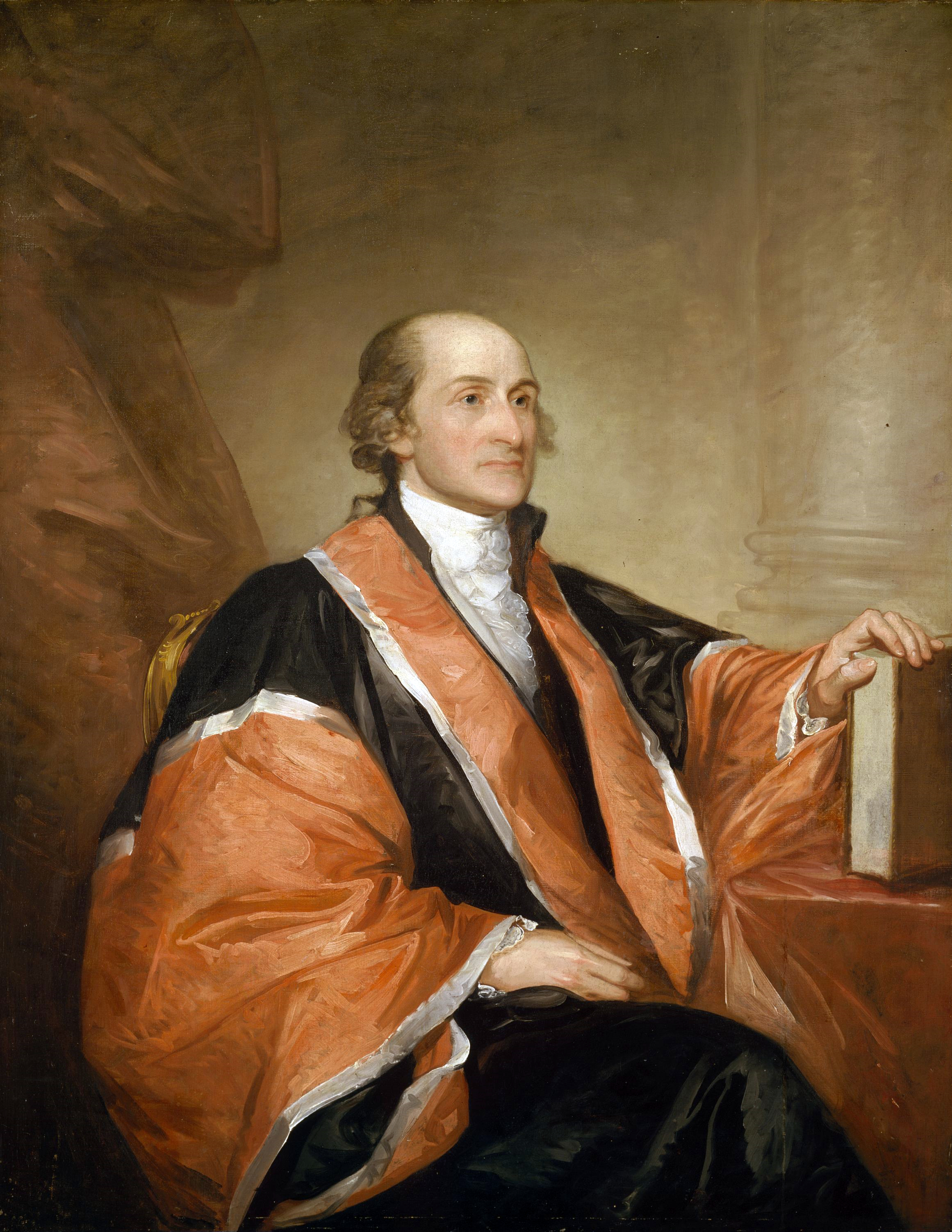
Джон Джей
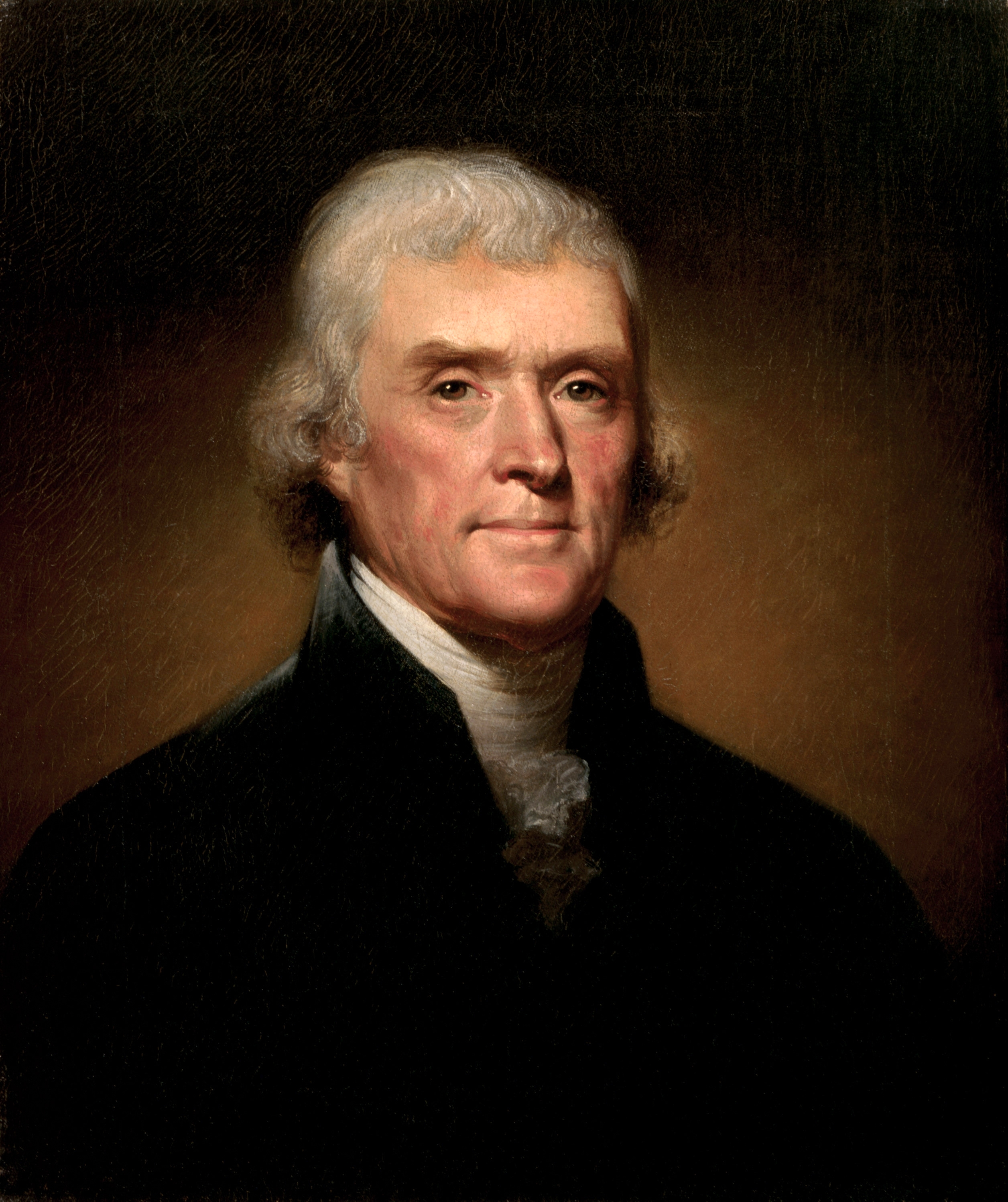
Томас Джефферсон
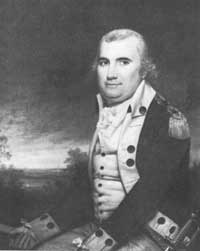
Чарльз Пінкні

### Результати виборів

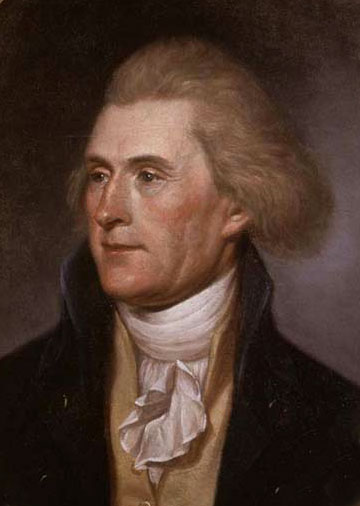
Томас Джефферсон був обраний 1800 року третім президентом США.

| Штат \ \ кандидат | Томас Джефферсон | Аарон Берр | Джон Адамс | Чарльз Пінкні | Джон Джей | Кількість виборників |
| ----------------- | ---------------- | ---------- | ---------- | ------------- | --------- | -------------------- |
| Коннектикут       | -                | -          | 9          | 9             | -         | 9                    |
| Делавер           | -                | -          | 3          | 3             | -         | 3                    |
| Джорджія          | 4                | 4          | -          | -             | -         | 4                    |
| Південна Кароліна | 8                | 8          | -          | -             | -         | 8                    |
| Північна Кароліна | 8                | 8          | 4          | 4             | -         | 12                   |
| Кентуккі          | 4                | 4          | -          | -             | -         | 4                    |
| Меріленд          | 5                | 5          | 5          | 5             | -         | 10                   |
| Массачусетс       | -                | -          | 16         | 16            | -         | 16                   |
| Нью-Гемпшир       | -                | -          | 6          | 6             | -         | 6                    |
| Нью-Джерсі        | -                | -          | 7          | 7             | -         | 7                    |
| Нью-Йорк          | 12               | 12         | -          | -             | -         | 12                   |
| Пенсільванія      | 8                | 8          | 7          | 7             | -         | 15                   |
| Род-Айленд        | -                | -          | 4          | 3             | 1         | 4                    |
| Теннессі          | 3                | 3          | -          | -             | -         | 3                    |
| Вермонт           | -                | -          | 4          | 4             | -         | 4                    |
| Вірджинія         | 21               | 21         | -          | -             | -         | 21                   |
| Всього            | 73               | 73         | 65         | 64            | 1         | 138                  |